# Въздухоплаване
Въздухоплаване (аерона́втика – от гръцки аер – въздух и наута (на гръцки: ναυτα – плаващ, мореплавател)) е вертикалното и хоризонталното преместване на летателни апарати, по-леки от въздуха, в земната атмосфера (за разлика от авиацията, където летателните апарати са по-тежки от въздуха).
До началото на 1920-те терминът се използва за всякакво придвижване по въздух.

## Първи въздушни полети
Първият модел на въздушния балон, изпълнен с горещ въздух („монголфиер“), е създаден от двамата братя Монголфие през 1782 година. Това е първият успешен опит за създаването на вид летателен апарат.